# 贝拉瓜
贝拉瓜是巴西马拉尼昂州的一个市镇。总面积499.427平方公里，总人口5644人，人口密度11.3人/平方公里。